# Marilyn Erskine
Pour les articles homonymes, voir Erskine.
Marilyn Erskine, née le 24 avril 1926 à Rochester (New York), est une actrice américaine.

## Biographie
Née à Rochester dans l'état de New York, Marilyn Erskine baigne dans le milieu du show business très jeune. Elle se marie avec le producteur et réalisateur Stanley Kramer en 1945, mais le mariage est annulé deux mois plus tard. Elle se remarie en 1955 avec un agent d'assurances, avec qui elle a deux enfants. Leur maison en Californie apparait dans la revue Architectural Digest en 1958.

## Théâtre
- Excursion (rôle : Eileen Loschavio) avril 1937
- The Ghost of Yankee Doodle (rôle : Patience Garrison) novembre 1937
- Our Town (rôle : Rebecca Gibbs) février 1938
- The Primrose Path (rôle : Eva Wallace) January 4, 1939 - May ?, 1939
- Goodbye in the Night (rôle : Gertie) March 18–23, 1940
- Ring Around Elizabeth (rôle : Mercedes) November 17–25, 1941
- What Big Ears! (rôle : Betty Leeds) avril 1942[4]
- Nine Girls (rôle : Shirley) janvier 1943
- Pretty Little Parlor (rôle : Anastasia) avril 1944
- The Linden Tree (rôle : Dinah Linden) mars 1948
- Our Town (rôle : Emily Webb) 1953 - 1955[5]

## Filmographie
- 1951 : Convoi de femmes (Westward the Women) : Jean Johnson
- 1952 : Le Grand Secret (Above and Beyond) : Marge Bratton
- 1952 : The Hoaxters (documentaire) : voix
- 1952 : La Jeune Fille en blanc (The Girl in White) : Nurse Jane Doe
- 1952 : Une fois n'engage à rien (Just This Once) : Gertrude Crome
- 1953 : The Eddie Cantor Story : Ida Tobias Cantor
- 1953 : A Slight Case of Larceny : Mrs. Emily Clopp
- 1953 : Private Secretary (série télévisée)
- 1953 : La Petite Constance (Confidentially Connie) : Phyllis Archibald